# Balansvoertuig

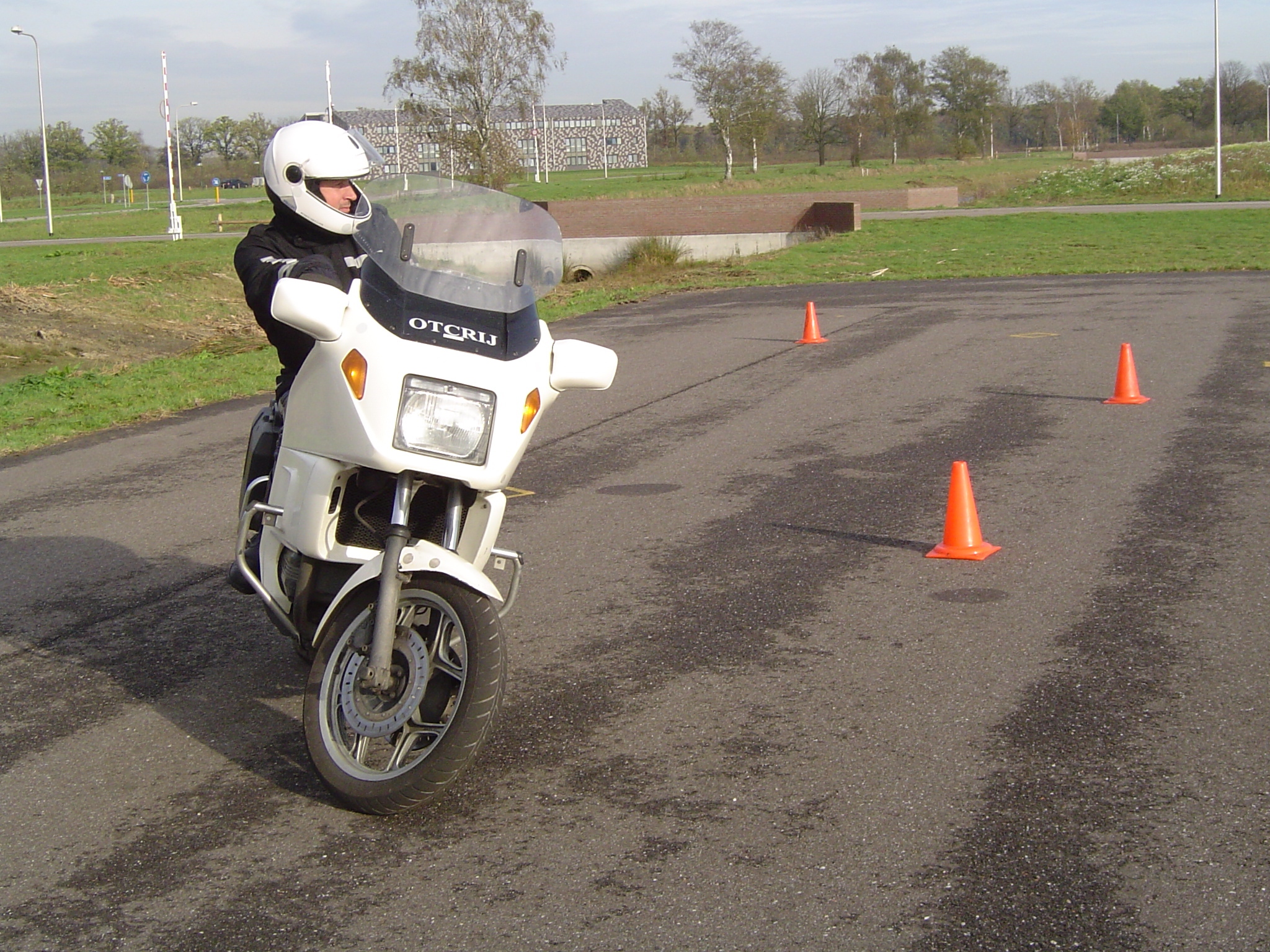
Balansverstoring: het afschuinen van een motorfiets

Een balansvoertuig is een voertuig dat wordt bestuurd door de balans te verstoren.
De meest eenvoudige voorbeelden vormen tweewielers: fietsen, bromfietsen, motorfietsen en scooters. Deze voertuigen maken een bocht door een "balansverstoring", dat wil zeggen dat het zwaartepunt naast de basislijn wordt gebracht.
De basislijn is de denkbeeldige lijn die bij rechtuit rijden onder de wielen ligt. Hoe meer het zwaartepunt naast de basislijn wordt gebracht, des te platter gaat het voertuig en des te krapper wordt de bocht. Naarmate de bredere banden worden toegepast, moet het voertuig platter worden gelegd om met dezelfde snelheid een bocht te kunnen maken. Dit blijkt bijvoorbeeld uit de moeite die motards soms hebben een wielrenner in afdaling te volgen. De oorzaak hiervan ligt in het feit dat de basislijn zich over een bredere band met het hellen van het voertuig mee kan verplaatsen.
Bij balansvoertuigen is sprake van een gezamenlijk zwaartepunt van het voertuig en de berijder. Een motorrijder kan het zwaartepunt verplaatsen door strak op de motor te blijven zitten en met de motorfiets mee naar rechts of links te hangen. Hij kan echter ook inleunen, waarbij zijn lichaam meer in de bocht hangt dan de motorfiets zelf, of tegenleunen, waarbij hij juist de motorfiets in de bocht drukt en zelf meer rechtop blijft.